# Charles de Harlez
Charles de Harlez, né le 21 août 1832 à Liège (Belgique) et décédé le 14 juillet 1899 à Louvain (Belgique) est un prêtre du diocèse de Liège et chanoine de sa cathédrale. Orientaliste et professeur à l'université de Louvain, il s'est d'abord fait connaitre par ses études sur le Zoroastrisme et traductions de textes religieux anciens. 

## Biographie
Le chevalier Charles Joseph de Harlez de Deulin est né dans une vieille famille aristocratique, il décide cependant de s'éloigner d'une carrière toute tracée en droit afin de se consacrer à l'étude de la religion et à la théologie.
Ordonné prêtre en 1858, de Harlez est d'abord, pour quelques années directeur du collège Saint-Quirin, à Huy. C'est à partir de 1867, lorsqu'il est responsable des séminaristes étudiants à l'université de Louvain qu'il commence à s'intéresser aux religions orientales. En 1871 il est nommé professeur à l'Institut d'études orientalistes de l'Université de Louvain. Ses premières recherches se font sur la religion ancienne de Perse, le Zoroastrisme, une religion alors très peu connue en Europe. 
Il en traduit l'Avesta.
En 1882, il fonde l'une des premières revues scientifiques de linguistique et d'études orientales, Le Muséon. Son œuvre orientaliste dépasse les vingt ouvrages érudits et de traduction et compte également une cinquantaine d'essais divers et d'innombrables articles scientifiques.
Durant les dernières années de sa vie, Mgr de Harlez soutient le père Adolf Daens, un prêtre flamand, dans son combat pour améliorer les conditions de travail des ouvriers en Flandre. 
Dans son œuvre on distingue trois contributions importantes :
- l'étude de la Perse antique (période de 1875 à 1885)
- l'étude du sanskrit et de la langue mandchoue (période de 1881 à 1887)
- l'étude de la Chine (période 1885 à 1899).

Il est membre de l'Académie royale de Belgique.

## Langue, culture et religion perses
Pendant le plus gros de sa carrière il étudie la philosophie, la linguistique et la littérature chinoise ancienne ainsi que la religion zoroastrienne et la langue avestique. Il n'est pas le premier à traduire en langue européenne à partir de la langue perse ancienne les textes sacrés zoroastriens rassemblés sous l'Avesta, mais sa traduction datant de 1875 à 1877 est remarquée et elle sert de base à la traduction vers plusieurs autres langues comme l'anglais et l'allemand. Il publie par ailleurs un manuel de la langue de l'Avesta qu'il utilise dans son enseignement.

## Langue, culture et religion mandchoues
Durant la décennie suivante (les années 1880), de Harlez se consacre à la langue et à la religion mandchoue. Il contribue à la connaissance de cette langue en publiant en 1884 un manuel de langue mandchoue. Sa vocation de vulgarisateur le pousse également à publier un manuel de sanskrit, langue indo-européenne qu'il enseigne alors. Il passe les dernières années de sa vie à étudier la langue, la culture et les religions chinoises qu'il a déjà commencé à étudier depuis plus de dix ans.

## Langue, culture et religion chinoises
Dès 1890, il publie une série de textes sur le taoïsme. En 1897 il publie la version finale de sa traduction en français du Yi-king, aussi connu sous le titre de Livre des mutations. Les premières versions étaient déjà disponibles depuis plus de dix ans. Bien que cette dernière traduction ne fasse maintenant plus autorité, elle a été fortement utilisée et commentée au cours du XXe siècle. À titre d'exemple, dans son étude du taoïsme, le très réputé sociologue allemand Max Weber cite de Harlez. À partir des textes chinois traditionnels et modernes (c'est-à-dire jusqu'au XIXe siècle), il établit une étude des valeurs et de la pensée chinoise qu'il associe à un essai d'anthropologie. Il soutient également que les enseignements de Confucius tenaient en partie de l'influence que l'Ancien Testament aurait eue sur le philosophe chinois.

## Le Tibet et l'Île de Pâques
Il travaille également sur le chamanisme tibétain et sur la religion de l'île de Pâques,
Kangata Manu. De Harlez a émis plusieurs hypothèses sur l'écriture du peuple de l'Île de Pâques, le rongo-rongo, ses hypothèses qui faisaient du rongo-rongo une écriture hiéroglyphique ont été réfutées depuis.

## Mélanges de Harlez
Trois années avant son décès, pour fêter le vingt-cinquième anniversaire de son professorat à l'Université de Louvain, plusieurs orientalistes réputés (Abel, Basset, Mueller, Cordier, Schlegel, Lévi, de La Vallée Poussin, etc.) lui offriront une série d'essais (sous la forme de mélanges ou Festschrift). Cet ouvrage, publié à Leyde aux Pays-Bas, est intitulé Mélanges. Recueil de travaux d'érudition offert à Mgr Charles de Harlez à l'occasion du 25e anniversaire de son professorat à l'Université de Louvain, 1871-1896.

## Traductions et œuvres d'érudition

### Sous la forme d'essais et de livres
- Avesta, livre sacré des sectateurs de Zoroastre (1875-1877), première version
- Études avestiques : note sur le sens des mots Avesta-Zend : des controverses relatives à l’Avesta (1877)
- Manuel de la langue de l'Avesta (1879)
- La critique et la science de M. Bartholomae (1879)
- Des origines du zoroastrisme (1879)
- Manuel du pehlevi des livres religieux et historiques de la Perse : grammaire, anthologie, lexique (1880)
- Études iraniennes (1880)
- Avesta : livre sacré du Zoroastrisme (1881), seconde version
- Le texte originaire du Yih-King (1881)
- Le calendrier persan et le pays originaire du Zoroastrisme (1881)
- Védisme, brahmanisme et christianisme (1881)
- La Bible dans l’Inde et la vie de Jezeus Christna (1882)
- Manuel de la langue de l'Avesta : grammaire, anthologie, lexique (1882)
- Le calendrier avestique et le pays originaire de l’Avesta (1882)
- The Origin of Chinese Civilisation (1884)
- La Bible et l'Avesta (1884)
- L'infanticide en Chine (1885), première version
- Grammaire pratique de la langue sanscrite (1885)
- Trois littératures antiques : persane, indoue, chinoise (1885)
- Lao-Tze, le premier philosophe chinois ou un prédécesseur de Schelling au VIe siècle avant notre ère (1886)
- Constitution de l'empire de Kin 1886
- Histoire de l’empire de Kin ou empire d’or : Aisin Gurun-I Suduri Bithe (1887)
- Kaushitaki-Upanishad avec le commentaire de Cankarananda et Sarvopanishadarthânubhûtiprakâças, chapitre VIII (1887)
- La religion nationale des Tartares orientaux : Mandchous et Mongols, comparée à la religion des anciens Chinois, d’après des textes indigènes, avec le rituel Tartare de l’empereur K’ien-long (1887)
- Tchou-tze-tsieh-yao-tchuen, résumé des principes de Tchouhi (1887)
- Les croyances religieuses des premiers Chinois (1888)
- Le Yih-king : texte primitif rétabli, traduit et commenté (1889)
- I-ili : le plus ancien rituel de la Chine : son contenu et extraits (1889)
- Kia-li : livre des rites domestiques chinois (1889)
- Le Siao Hio, ou Morale de la Jeunesse avec le commentaire de Tcheu-Siueu (1889)
- L’école philosophique moderne de la Chine ou système de la nature (Singli) (1890)
- I-Li : cérémonial de la Chine antique (1890)
- La perception des couleurs chez les peuples de l'Extrême Orient et l’histoire du sens visuel (1890)
- Vajracchedikà Prajñâpâramitâ (1892)
- La poésie chinoise (1892)
- Le manuel du bouddhisme d'après le catéchisme de Subhâdra bhikshou et la Vajracchedikâ (1892)
- L’étude des langues et de leurs monuments : sa nécessité (1892)
- La lampe de la salle obscure (Gan-shih-tang), traité de morale taoïste (1893)
- L’école philosophique moderne de la Chine ou système de la nature, sing-li (1893)
- L’infanticide en Chine : d’après les documents chinois (1893), seconde version
- Shēn-Siēn-Shū, le livre des esprits et des immortels : essai de mythologie chinoise d’après les textes originaux (1893)
- La religion et les cérémonies impériales de la Chine moderne : d’après le cérémonial et les décrets officiels (1893)
- Koue-Yü (discours des royaumes) (1893-1894), première version
- Tà Ts’īng tsí lì : la religion et les cérémonies impériales de la Chine moderne d’après le cérémonial et les décrets officiels (1893-1894)
- L’école et l’état : essai de législations comparées avec Louis Derie (1894)
- L’île de Pâques et ses monuments graphiques (1895)
- Poésies hongroises (1895)
- Koue-you : discours des royaumes : annales oratoires des états chinois du Xe au Ve siècle A. C. (1895), seconde version
- Un ministre chinois au VIIe siècle av. J.-C. : Kuan-Tze et le Kuan-Tze Shuh (1896)
- Essai d'anthropologie chinoise (1896)
- Les langues monosyllabiques (1896)
- Fleurs de l'antique d'orient (1896)
- Le Yi-king (1897)
- Les chasses guerrières en Chine (1897)
- Vocabulaire bouddhique sanscrit-chinois. Précis de doctrine bouddhique (1897)
- Les quarante-deux leçons de bouddha ou le king des XLII sections (Sze-shi-erh-tchang-king) (1899)

### Œuvres posthumes
- Tchou-hi et les chinois modernes, ses disciples, sont-ils athées ? (1900)
- Les religions de la Chine (1901)